# Turniej o Puchar Burmistrza Rawicza 2001
Turniej Indywidualny – zawody żużlowe zorganizowane 14 października 2001 roku w Rawiczu. Turniej wygrał Rafał Dobrucki, który wygrał także rozegrany po zawodach wyścig o Puchar Burmistrza Rawicza.

## Wyniki
- Rawicz, 14 października 2001
- NCD: Piotr Dym – 63,38 w wyścigu 13
- Sędzia: Jerzy Mądrzak

| Msc. | Zawodnik           | Klub         | Pkt  |               |  |
| ---- | ------------------ | ------------ | ---- | ------------- |  |
| 1    | Rafał Dobrucki     | Piła         | 14+3 | (3,3,3,2,3)   |  |
| 2    | Rafał Okoniewski   | Gorzów Wlkp. | 14+2 | (3,3,2,3,3)   |  |
| 3    | Piotr Dym          | Rawicz       | 12   | (3,2,1,3,3)   |  |
| 4    | Robert Miśkowiak   | Piła         | 11   | (1,2,3,3,2)   |  |
| 5    | Tomasz Kruk        | Rawicz       | 10   | (3,2,1,2,2)   |  |
| 6    | Mariusz Lisiak     | Łódź         | 9    | (2,3,0,2,2)   |  |
| 7    | Andrzej Zieja      | Wrocław      | 8    | (t,3,3,0,2)   |  |
| 8    | Rafał Kowalski     | Gniezno      | 8    | (0,1,3,1,3)   |  |
| 9    | Robert Mikołajczak | Gniezno      | 7    | (0,1,2,3,1)   |  |
| 10   | Mariusz Franków    | Gniezno      | 7    | (2,2,2,1,0)   |  |
| 11   | Artur Bogińczuk    | Wrocław      | 6    | (1,1,2,2,0)   |  |
| 12   | Łukasz Loman       | Rawicz       | 5    | (2,1,wu,1,1)  |  |
| 13   | Piotr Świderski    | Wrocław      | 4    | (1,0,1,1,1)   |  |
| 14   | Mariusz Szmanda    | Rawicz       | 2    | (2,0,0,0,t)   |  |
| 15   | Marcin Nowaczyk    | Rawicz       | 2    | (wu,w2,1,0,1) |  |
| 16   | Krzysztof Garstka  | Rawicz       | 1    | (1,0,0,0,0)   |  |
|      | rez. Dariusz Myler | Leszno       |      | (0,0)         |  |
|      | rez. Marcin Bzdęga | Leszno       |      | (0)           |  |

Bieg po biegu
1. [66,48] Dym, Lisiak, Miśkowiak, Myler, Zieja (t)
2. [63,52] Dobrucki, Loman, Bogińczuk, Mikołajczak
3. [64,49] Kruk, Franków, Świderski, Kowalski
4. [65,19] Okoniewski, Szmanda, Garstka, Nowaczyk (wu)
5. [63,51] Okoniewski, Dym, Loman, Świderski
6. [64,67] Zieja, Kruk, Mikołajczak, Garstka
7. [63,96] Dobrucki, Miśkowiak, Kowalski, Bzdęga, Nowaczyk (w2)
8. [65,94] Lisiak, Franków, Bogińczuk, Szmanda
9. [64,30] Kowalski, Mikołajczak, Dym, Szmanda
10. [64,70] Zieja, Franków, Nowaczyk, Loman (wu)
11. [64,94] Miśkowiak, Bogińczuk, Świderski, Garstka
12. [64,72] Dobrucki, Okoniewski, Kruk, Lisiak
13. [63,38] Dym, Dobrucki, Franków, Garstka
14. [65,61] Okoniewski, Bogińczuk, Kowalski, Zieja
15. [64,61] Miśkowiak, Kruk, Loman, Szmanda
16. [66,31] Mikołajczak, Lisiak, Świderski, Nowaczyk
17. [64,52] Dym, Kruk, Nowaczyk, Bogińczuk
18. [64,92] Dobrucki, Zieja, Świderski, Myler, Szmanda (t)
19. [64,82] Okoniewski, Miśkowiak, Mikołajczak, Franków
20. [66,66] Kowalski, Lisiak, Loman, Garstka

### Finał
1. [64,99] Dobrucki, Okoniewski

### Puchar Burmistrza Rawicza
1. [65,12] Okoniewski, Dym, Dobrucki, Miśkowiak